# Benjamin Tetteh
Benjamin Tetteh (Accra, 10 luglio 1997) è un calciatore ghanese, attaccante del Maribor.

## Caratteristiche tecniche
È un centravanti.

## Carriera

### Club
Cresciuto nelle giovanili del Dreams FC, nel 2015 viene acquistato dallo Standard Liegi. Fa il suo esordio da professionista il 17 ottobre nel corso del match perso 2-1 contro il Westerlo.
Nel 2016 viene ceduto in prestito annuale allo Slovácko.
Il 23 luglio 2022 firma un biennale con l'Hull City dopo essersi svincolato dallo Yeni Malatyaspor.

### Nazionale
Nel 2015 è stato convocato dalla nazionale Under-20 ghanese per disputare i mondiali di categoria. Nel 2021 ha esordito in nazionale maggiore ed ha partecipato alla Coppa delle nazioni africane 2021.

## Statistiche

### Presenze e reti nei club
Statistiche aggiornate al 3 giugno 2017.
| Stagione              | Squadra               | Campionato            | Campionato | Campionato | Coppe nazionali | Coppe nazionali | Coppe nazionali | Coppe continentali | Coppe continentali | Coppe continentali | Altre coppe | Altre coppe | Altre coppe | Totale | Totale |
| Stagione              | Squadra               | Comp                  | Pres       | Reti       | Comp            | Pres            | Reti            | Comp               | Pres               | Reti               | Comp        | Pres        | Reti        | Pres   | Reti   |
| --------------------- | --------------------- | --------------------- | ---------- | ---------- | --------------- | --------------- | --------------- | ------------------ | ------------------ | ------------------ | ----------- | ----------- | ----------- | ------ | ------ |
| 2015-2016             | Standard Liegi        | D1                    | 15         | 2          | CB              | 1               | 0               | UEL                | 0                  | 0                  | -           | -           | -           | 16     | 2      |
| ago. 2016             | Standard Liegi        | D1                    | 1          | 0          | CB              | 0               | 0               |                    | -                  | -                  | -           | -           | -           | 1      | 0      |
| Totale Standard Liegi | Totale Standard Liegi | Totale Standard Liegi | 16         | 2          |                 | 1               | 0               |                    | 0                  | 0                  |             | -           | -           | 17     | 1      |
| ago. 2016-2017        | Slovácko              | 1L                    | 13         | 1          | CR              | 1               | 0               |                    | -                  | -                  | -           | -           | -           | 14     | 1      |
| Totale carriera       | Totale carriera       | Totale carriera       | 29         | 3          |                 | 2               | 0               |                    | 0                  | 0                  |             | -           | -           | 31     | 3      |

### Cronologia presenze e reti in nazionale
| Cronologia completa delle presenze e delle reti in nazionale ― Ghana | Cronologia completa delle presenze e delle reti in nazionale ― Ghana | Cronologia completa delle presenze e delle reti in nazionale ― Ghana | Cronologia completa delle presenze e delle reti in nazionale ― Ghana | Cronologia completa delle presenze e delle reti in nazionale ― Ghana | Cronologia completa delle presenze e delle reti in nazionale ― Ghana | Cronologia completa delle presenze e delle reti in nazionale ― Ghana | Cronologia completa delle presenze e delle reti in nazionale ― Ghana |
| Data                                                                 | Città                                                                | In casa                                                              | Risultato                                                            | Ospiti                                                               | Competizione                                                         | Reti                                                                 | Note                                                                 |
| -------------------------------------------------------------------- | -------------------------------------------------------------------- | -------------------------------------------------------------------- | -------------------------------------------------------------------- | -------------------------------------------------------------------- | -------------------------------------------------------------------- | -------------------------------------------------------------------- | -------------------------------------------------------------------- |
| 9-10-2021                                                            | Cape Coast                                                           | Ghana                                                                | 3 – 1                                                                | Zimbabwe                                                             | Qual. Mondiali 2022                                                  | -                                                                    | 60’                                                                  |
| 12-10-2021                                                           | Harare                                                               | Zimbabwe                                                             | 0 – 1                                                                | Ghana                                                                | Qual. Mondiali 2022                                                  | -                                                                    | 87’                                                                  |
| 5-1-2022                                                             | Ar Rayyan                                                            | Algeria                                                              | 3 – 0                                                                | Ghana                                                                | Amichevole                                                           | -                                                                    | 46’                                                                  |
| 10-1-2022                                                            | Yaoundé                                                              | Marocco                                                              | 1 – 0                                                                | Ghana                                                                | Coppa d'Africa 2021 - 1º turno                                       | -                                                                    | 87’                                                                  |
| 14-1-2022                                                            | Yaoundé                                                              | Gabon                                                                | 1 – 1                                                                | Ghana                                                                | Coppa d'Africa 2021 - 1º turno                                       | -                                                                    | 65’ 90+4’                                                            |
| 10-6-2022                                                            | Kobe                                                                 | Giappone                                                             | 4 – 1                                                                | Ghana                                                                | Kirin Cup                                                            | -                                                                    | 81’                                                                  |
| 14-6-2022                                                            | Suita                                                                | Cile                                                                 | 0 – 0 (1– 3 dtr)                                                     | Ghana                                                                | Kirin Cup                                                            | -                                                                    | 40’ 80’                                                              |
| Totale                                                               |                                                                      | Presenze                                                             | 7                                                                    |                                                                      | Reti                                                                 | 0                                                                    |                                                                      |

## Palmarès

### Club

#### Competizioni nazionali
- Coppa del Belgio: 1

Standard Liegi: 2015-2016
- Coppa della Repubblica Ceca: 1

Sparta Praga: 2019-2020